# Konkuk University
Koordinaten: 37° 32′ 26,7″ N, 127° 4′ 45,6″ O

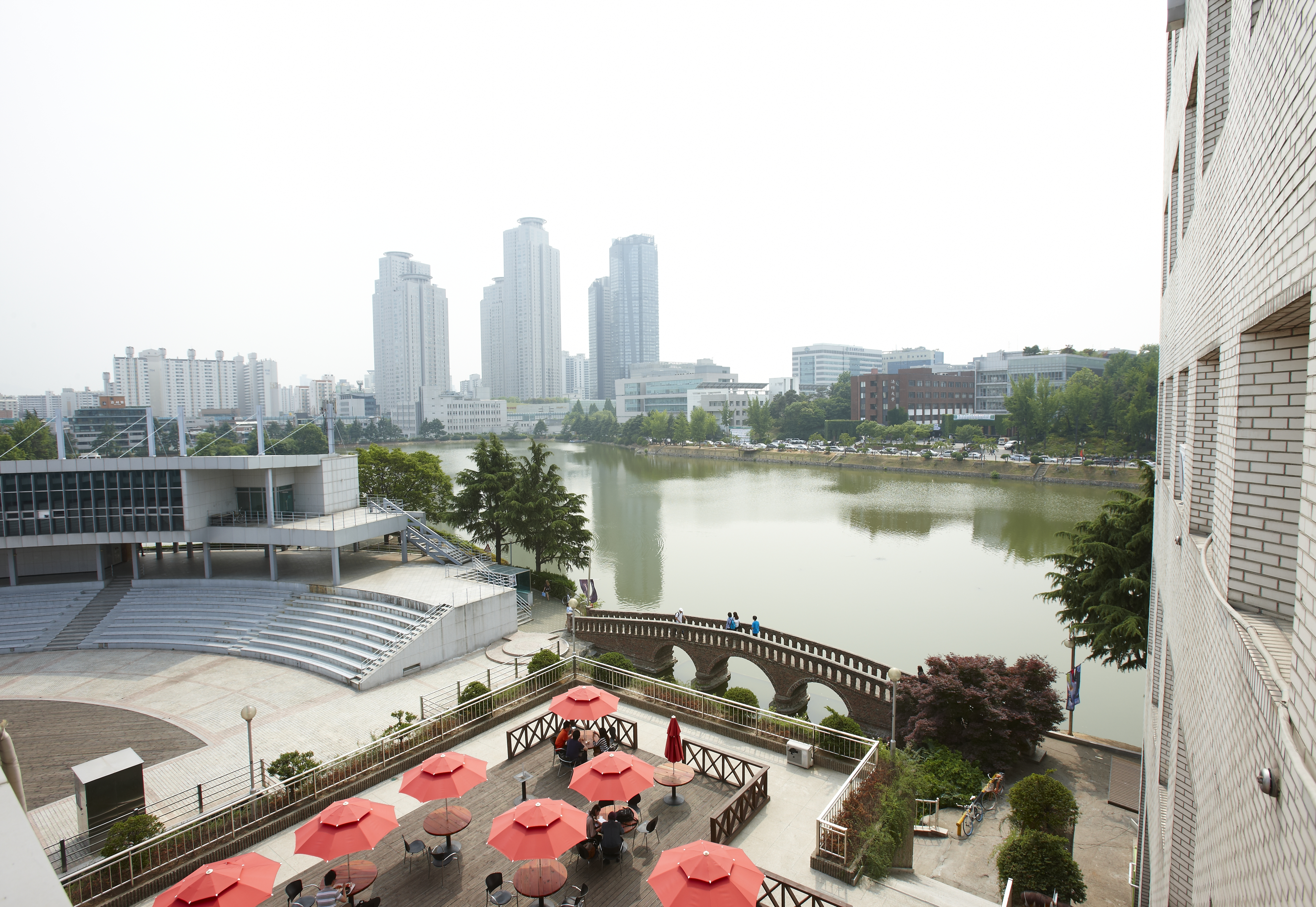
Seoul Campus

Die  Konkuk University (koreanisch 건국대학교) ist eine privatwirtschaftliche Universität in Südkorea. Sie ist eine von 36 Hochschulen in Seoul. Zusätzlich besitzt sie einen zweiten Campus Standort in Chungju.

## Geschichte
Die Vorgeschichte der Hochschule beginnt mit der Gründung 1949 als Chosun School of Politics (조선정치학관) für die Ausbildung künftiger politischer Führungskräfte. 13 Jahre später wurde sie umbenannt in Konkuk (建國 Aufbau des Landes).